# دينيس بوبوفيتش
دينيس بوبوفيتش (بالسلوفينية: Denis Popović) هو لاعب كرة قدم سلوفيني في مركز الوسط، ولد في 15 أكتوبر 1989 في تسليه في سلوفينيا. لعب مع فيسوا كراكوف ونادي أورينبورغ ونادي تساليه ونادي زيورخ ونادي كوبر.

## وصلات خارجية
- دينيس بوبوفيتش على موقع الاتحاد الأوربي (الإنجليزية)
- دينيس بوبوفيتش على موقع قاعدة بيانات كرة القدم.إي يو (الإنجليزية)
- دينيس بوبوفيتش على موقع ناشيونال فوتبول تيمز (الإنجليزية)
- دينيس بوبوفيتش على موقع Soccerbase.com (لاعب) (الإنجليزية)
- دينيس بوبوفيتش على موقع Soccerway.com (الإنجليزية)
- دينيس بوبوفيتش على موقع عالم كرة القدم.نت (الإنجليزية)